# Rabia al-Adawiyya
Rabia al-Adawiyya, föddes i Basra år 717 och avled år 801. Rabia är ett helgon i den muslimska mystikens historia. De mest omfattande biologiska data återfinns i den välkända texten Tazkiratú 'l-Awliyā ("Gudsvännernas åminnelse") av den persiske sufipoeten Farid al-din Attar (1140–1230). Detta verk finns översatt till svenska i fyra volymer av Eric Hermelin. Enligt Attar såldes Rabia som slav när hennes föräldrar dog. Men när hennes herre lade märke till Rabias djupa fromhet återgav han henne friheten.
Det berättas också att Rabia förkastade alla giftermålsanbud. I ett ofta anfört avsnitt förklarar den kvinnliga mystikern varför hon avvisade alla anbud:
"Giftermålsavtalet är för dem som har en förnimbar tillvaro. Men i mitt fall finns det ingen sådan tillvaro, eftersom jag har upphört att existera och har försvunnit ut ur mig själv. Jag finns i Gud och är helt och hållet Hans. Jag lever i hans befallnings skugga. Giftermålsavtalet skall begäras av Honom, inte av mig."
I vetenskapliga framställningar av sufismen brukar man säga att Rabia var den person som betraktade asketismen som en förberedande övning för att nå djupare andliga nivåer. Detta mer upphöjda tillstånd är kärlek. Rabia, skriver hennes efterträdare, introducerade den osjälviska kärleken, ett påstående som man av ovan angivna historiska skäl inte behöver betrakta som ett historiskt faktum. "Guds kärlek har så till den grad absorberat mig", sa Rabia, "att varken kärlek eller hat till något annat förblir i mitt hjärta." Genom sina efterföljares ögon framställs denna lära om gudomlig kärlek som tvåfaldig: den kärlek som söker sitt, och den kärlek som endast söker den Älskade. Ren kärlek, förkunnade Rabia, är osjälvisk, den förväntar sig varken hopp eller belöning, en kärlek som utesluter allt annat förutom den Älskade.
Det finns en historia som säger mycket om både Rabia och sufismen. Hon sågs springa på gatorna i sin hemstad, Basra, med en fackla i ena handen och en hink med vatten i den andra. När någon frågade vad hon gjorde svarade hon:" Jag ska släcka helvetets eld med vattnet i den här hinken och sedan ska jag använda den här facklan för att bränna ner portarna till himmelriket så att människorna inte ska älska Gud för att de vill till himmelen eller för att de fruktar helvetet, utan för att han är Gud."